# 366 Vincentina
A 366 Vincentina (ideiglenes jelöléssel 1893 W) a Naprendszer kisbolygóövében található aszteroida. Auguste Charlois fedezte fel 1893. március 21-én.